# The Black Seeds
The Black Seeds sind eine Reggae-, Dub- und Funk-Band aus Neuseeland.

## Geschichte

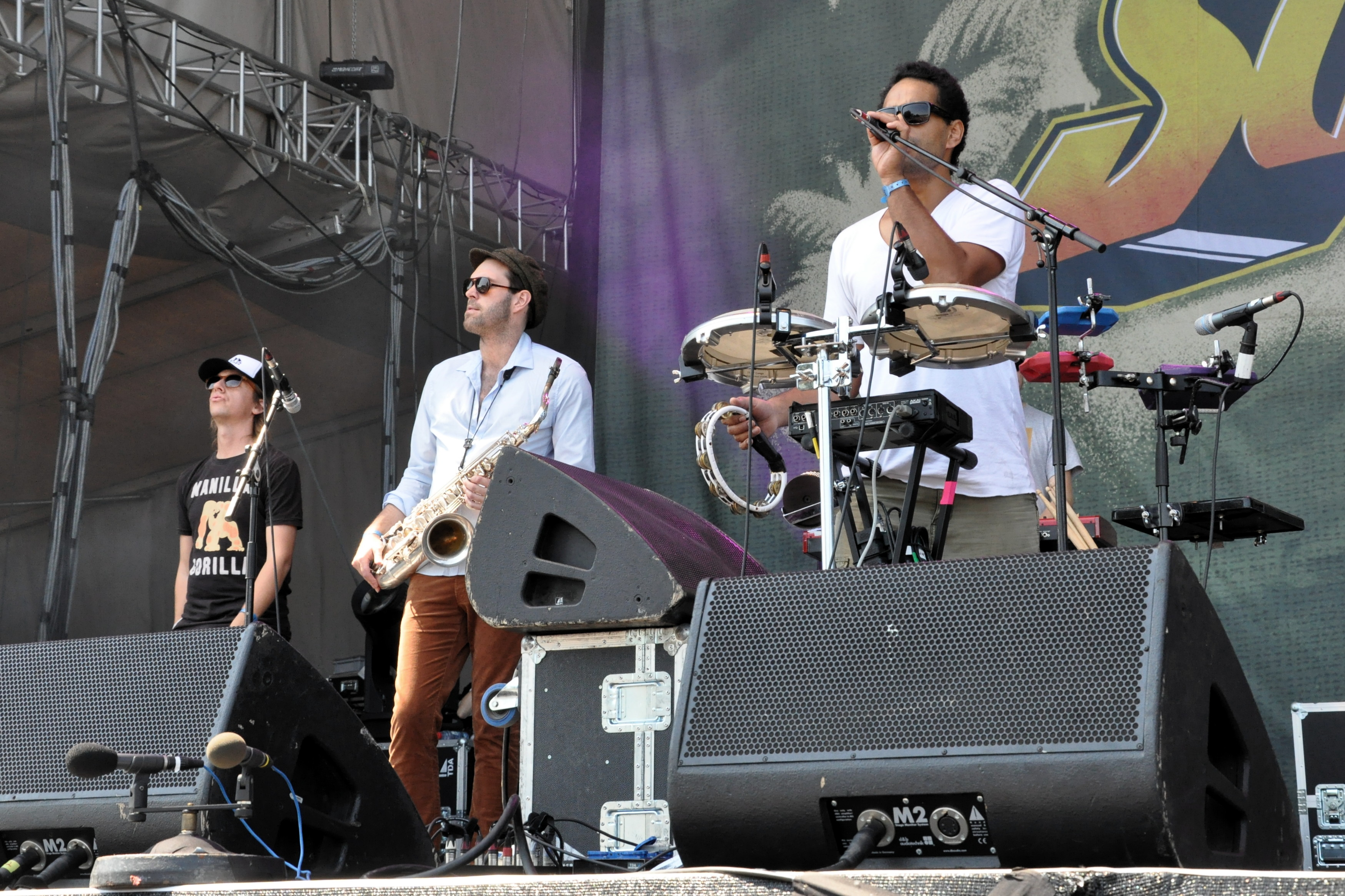
The Black Seeds beim Summerjam 2013

Sie wurde 1998 in Wellington (Neuseeland) gegründet und tritt meist mit acht Mitgliedern auf. An Instrumenten vertreten sind: Gesang, Gitarre, Saxophon, Trompete, Bass, Schlagzeug, Bongos, Keyboard, Wood block und verschiedene andere. 
Im Juni 2011 ersetzte Barrett Hocking den bisherigen Trompeter Andrew Christiansen.
Das ehemalige Bandmitglied Bret McKenzie ist Mitglied des Comedy-Duos Flight of the Conchords an der Seite von Jemaine Clement und komponierte fünf Songs für den Kinofilm Die Muppets (ausgezeichnet mit dem Oscar 2012 als bester Titelsong).

## Diskografie

### Studioalben
| Jahr | Titel         | Höchstplatzierung, Gesamtwochen, AuszeichnungChartsChartplatzierungen (Jahr, Titel, Platzierungen, Wochen, Auszeichnungen, Anmerkungen) | Anmerkungen                             |
| Jahr | Titel         | NZ | Anmerkungen                             |
| ---- | ------------- | --- | --------------------------------------- |
| 2003 | On the Sun    | NZ3 ×3Dreifachplatin · (41 Wo.)NZ |                                         |
| 2006 | Into The Dojo | NZ1 ×3Dreifachplatin · (48 Wo.)NZ |                                         |
| 2008 | Solid Ground  | NZ2 Platin · (20 Wo.)NZ | Erstveröffentlichung: 15. August 2008   |
| 2012 | Dust and Dirt | NZ1 Gold · (11 Wo.)NZ | Erstveröffentlichung: 8. April 2012     |
| 2017 | Fabric        | NZ4 (5 Wo.)NZ | Erstveröffentlichung: 8. September 2017 |

Weitere Studioalben
- 2001: Keep On Pushing L.P (NZ: Platin)

### Livealben
- 2009: Live Vol. 1

### Remixalben
- 2002: Pushed
- 2010: Specials Remixes & Versions From Solid Ground

### EPs
- 2007: Sometimes Enough

### Singles
| Jahr | Titel Album               | Höchstplatzierung, Gesamtwochen, AuszeichnungChartsChartplatzierungen (Jahr, Titel, Album, Platzierungen, Wochen, Auszeichnungen, Anmerkungen) | Anmerkungen |
| Jahr | Titel Album               | NZ | Anmerkungen |
| ---- | ------------------------- | --- | ----------- |
| 2005 | So True On the Sun        | NZ32 ×5Fünffachplatin · (9 Wo.)NZ |             |
| 2008 | Cool Me Down Solid Ground | NZ26 ×4Vierfachplatin · (7 Wo.)NZ |             |

Weitere Singles
- 2004: Turn It Around
- 2004: Fire
- 2006: Sometimes Enough
- 2006: The Answer
- 2006: One By One
- 2008: Slingshot
- 2008: Make A Move
- 2008: Take Your Chances
- 2012: Pippy Pip